# Расправа в Айлабуне
Расправа в Айлабун (араб. مجزرة عيلبون‎) — расстрел арабских жителей из села Айлабун после боя, в котором погибли 10 солдат Армии Обороны Израиля 30 октября 1948 года во время операции «Хирам». В общей сложности 14 человек из арабо-христианской деревни Эйлабун были убиты, 12 из них были казнены израильскими войсками после того, как деревня сдалась. Оставшиеся жители деревни были высланы в Ливан, где в течение нескольких месяцев жили в качестве беженцев, прежде чем им разрешили вернуться в 1949 году в рамках соглашения между государством Израиль и архиепископом Максимом V Хакимом.
Это была одна из немногих арабских деревень, в которую большинство беженцев в конечном итоге смогли вернуться. Массовое убийство стало темой документального фильма Сыновья Эйлабун кинопродюсером Хишамом Зрейком.

## Айлабун
Айлабун — поселение арабских земледельцев в северной части Палестины, в Нижней Галилее. Есть сведения об заселении местности даже в 1596 году, но позже он был опустошен.

## Предыстория
Христианские деревни, которые как правило относились к ишуву достаточно дружелюбно или нейтрально, обычно не подвергались агрессивным действиям со стороны еврейских сил. С началом войны за независимость Израиля противоборствующие стороны стали активно захватывать различные населённые пункты и использовать их как опорные пункты для ведения боевых действий. Так, во время данной войны, деревня Эйлабун была занята бойцами Арабской освободительной армии (АОА) во главе с Фавзи аль-Кавукджи. 12 сентября 1948 года во время несения караула на блокпосту №213, бойцами АОА было схвачено двое израильских солдат, данный опорный пункт располагался на вершине близлежащего холма. Затем пленные были забиты до смерти и обезглавлены мужчинами из арабского бедуинского племени Аль-Маваси, проживавшего по соседству, после чего бойцы АОА устроили в деревне шествие на котором они пронесли головы убитых еврейских бойцов, как утверждает израильский историк Бенни Моррис, большинство жителей деревни приняло участие в данной процессии.

## Расправа в Айлабуне
30 октября 1948 года, в ходе операции «Хирам», в окрестностях села разгорелся бой, в котором двенадцатый батальон бригады «Голани» одержал победу, потеряв около 6 человек ранеными и 4 уничтоженных бронемашин. После боя они вошли в село, жители деревни вывесили белые флаги, и их сопровождали четыре местных священника. Большинство жителей деревни пряталось в двух церквях. Однако солдаты были рассержены из-за потерь во время боя, а позже вообще пришли в ярость после обнаружения гниющей головы одного из погибших еврейских бойцов в одном из домов.
Согласно письму деревенских старейшин, один житель деревни был убит, а другой ранен в результате обстрела со стороны еврейских сил во время сбора жителей на деревенской площади происходившей по приказу офицеров израильской армии. Затем израильский офицер по имени Хаим отобрал 12 молодых мужчин, а остальных 800 собравшихся жителей приказал отвести в близлежащее селение Магар, сам же он остался и приказал расстрелять эти 12 человек. Позже на дороге огнём из бронеавтомобиля был убит ещё и некий старик. Около 42 молодых людей содержалось в лагере для военнопленных, позже его обитатели были высланы в Ливан.
Остальные жители посёлка были изгнаны далее к Фарадия, там к ним присоединились жители Кфар Иннана. Согласно письму жителя деревни министру Шитриту, приведенному Б. Моррисом, они были также ограблены и изгнаны в лагеря беженцев в Ливане.

## Расправа с племенем Аль-Маваси
Через 3 дня после расправы в Айлабуне произошла резня Аль-Маваси. 2 ноября 1948 года израильтянами были расстреляны 14 человек из арабского бедуинского племени Аль-Маваси.

## Возвращение
В Айлабуне осталось пятьдесят два жителя, в основном старики и дети. Деревенские священники горько жаловались на изгнание жителей деревни и требовали их возвращения. Местный священник, Маркус Муйаллим, предоставил все эти сведения представителям ООН в Ливане, которые прибыв на место смогли зафиксировать факт расправы. После расследования в ООН и давления со стороны Ватикана жителям деревни было разрешено вернуться и получить израильское гражданство в рамках соглашения 1949 года между государством Израиль и архиепископом Максимом V Хакимом в обмен на его активное сотрудничество с израильскими властями. В 1967 году Хаким был возведён в ранг патриарха мелькитской греко-католической церкви.
В 1983 году в память о жертвах был установлен мемориальный памятник рядом с христианским кладбищем в Айлабуне. Второй памятник в память о резне был установлен в 1998 году, но вскоре он был разрушен вандалами.

## В культуре
В 2007 году палестинский режиссёр Хишам Зурайк снял псевдодокументальный фильм по фактам расправы в Айлабуне — «Сыновья Эйлабун».